# ミキモト真珠島

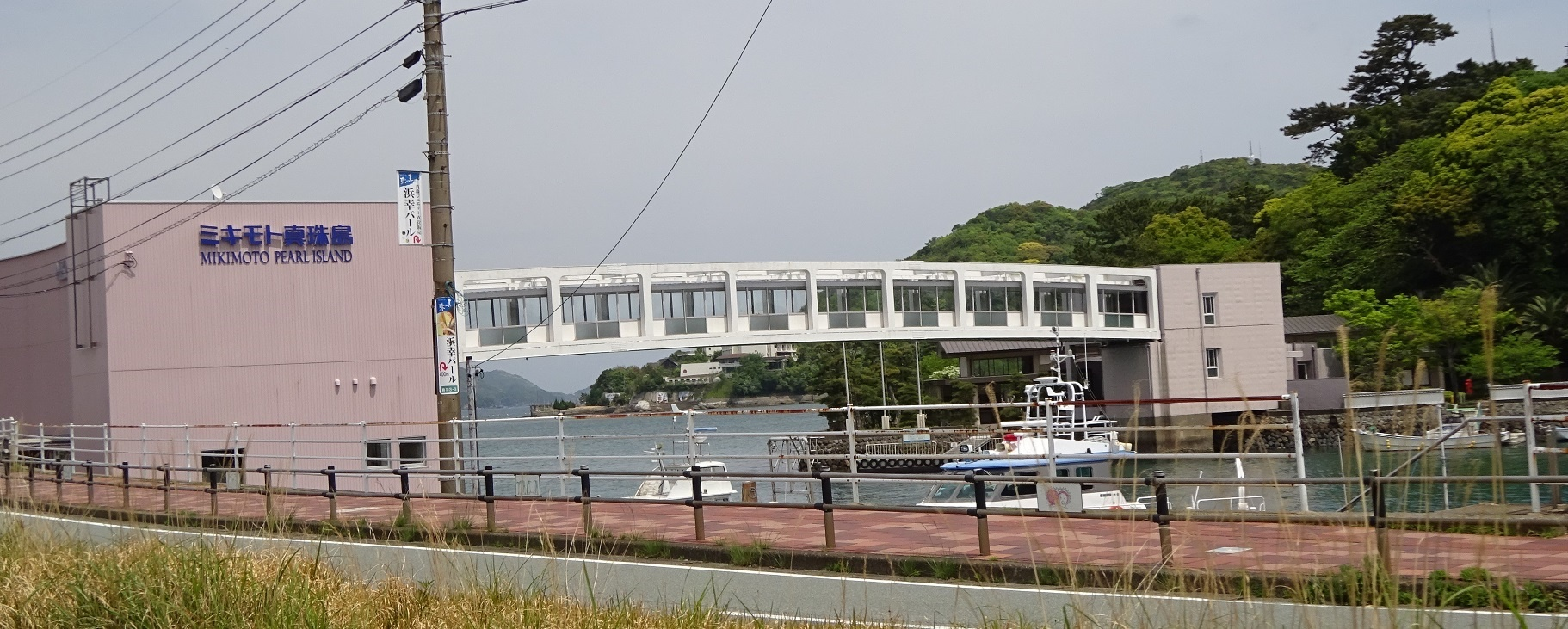
ミキモト真珠島を結ぶパールブリッジ

ミキモト真珠島 （みきもとしんじゅしま、英: Mikimoto Pearl Island） は、三重県鳥羽市の鳥羽湾内に浮かぶ小島。
英虞湾内にある神明浦と並ぶ養殖真珠発祥の地であり、全島が株式会社御木本真珠島 （みきもとしんじゅしま、英: Mikimoto Pearl Museum Co., Ltd.） が経営するレジャー施設となっている。島内では真珠工芸品が展示されている他、海女の実演が催される。
年間観光客数は25 - 26万人で、約1割が日本国外からの来客である。このため、島内の案内は日本語と英語を併記し、パンフレットは日本語・英語・韓国語・中国語（簡体字）・中国語（繁体字）・ドイツ語・フランス語・イタリア語・スペイン語・ポルトガル語の10か国語を用意している。

## 沿革
- 1893年 - 当時、相島 （おじま） と呼ばれていた同島で、御木本幸吉が真珠養殖に成功。
- 1919年（大正8年） - 志摩郡鳥羽町（当時）が相島地先の海面埋立権と使用権を帝国汽船に売却[4]。
- 1927年（昭和2年） - 鳥羽町が帝国汽船から相島を買い戻す[4]。
- 1929年（昭和4年）4月 - 鳥羽町が御木本幸吉に相島を売却[4]。売却益は鳥羽小学校の建築費に充当された[4]。
- 1951年（昭和26年）3月12日 - 資本金500万円をもって[5]有限会社御木本真珠ヶ島が設立され、レジャー施設として御木本真珠ヶ島が開島[6]。
- 1953年（昭和28年） - 御木本幸吉像を建立[5]。
- 1956年（昭和31年） - 島の南側の海面を埋め立てる[5]。
- 1958年（昭和33年） - 御木本幸吉翁記念館を開設[5]。
- 1962年（昭和37年） - ミキモトパールミュージアムを開設[5]。
- 1970年（昭和45年）7月11日 - パールブリッジ完成[7]。
- 1971年（昭和46年） - 商号を有限会社御木本真珠島に改める[8][5]。これにより島名もミキモト真珠島に変更（真珠ヶ島の「ヶ」を外す）[5]。
- 1971年（昭和46年） - 島の護岸復旧と南西海面の埋め立てを行う[5]。
- 1975年（昭和50年）5月 - エリザベス2世が来島[9]。
- 1985年（昭和60年）9月1日 - 真珠博物館が開館[10]。
- 1993年（平成5年） - 御木本幸吉記念館が開館[11]。
- 2011年（平成23年） - 3月11日に発生した東日本大震災の影響で客足が減少[12]。4月下旬には日本人客の数は戻ってきたが、日本国外からの団体ツアー客は、ほぼ0のままであった[12]。

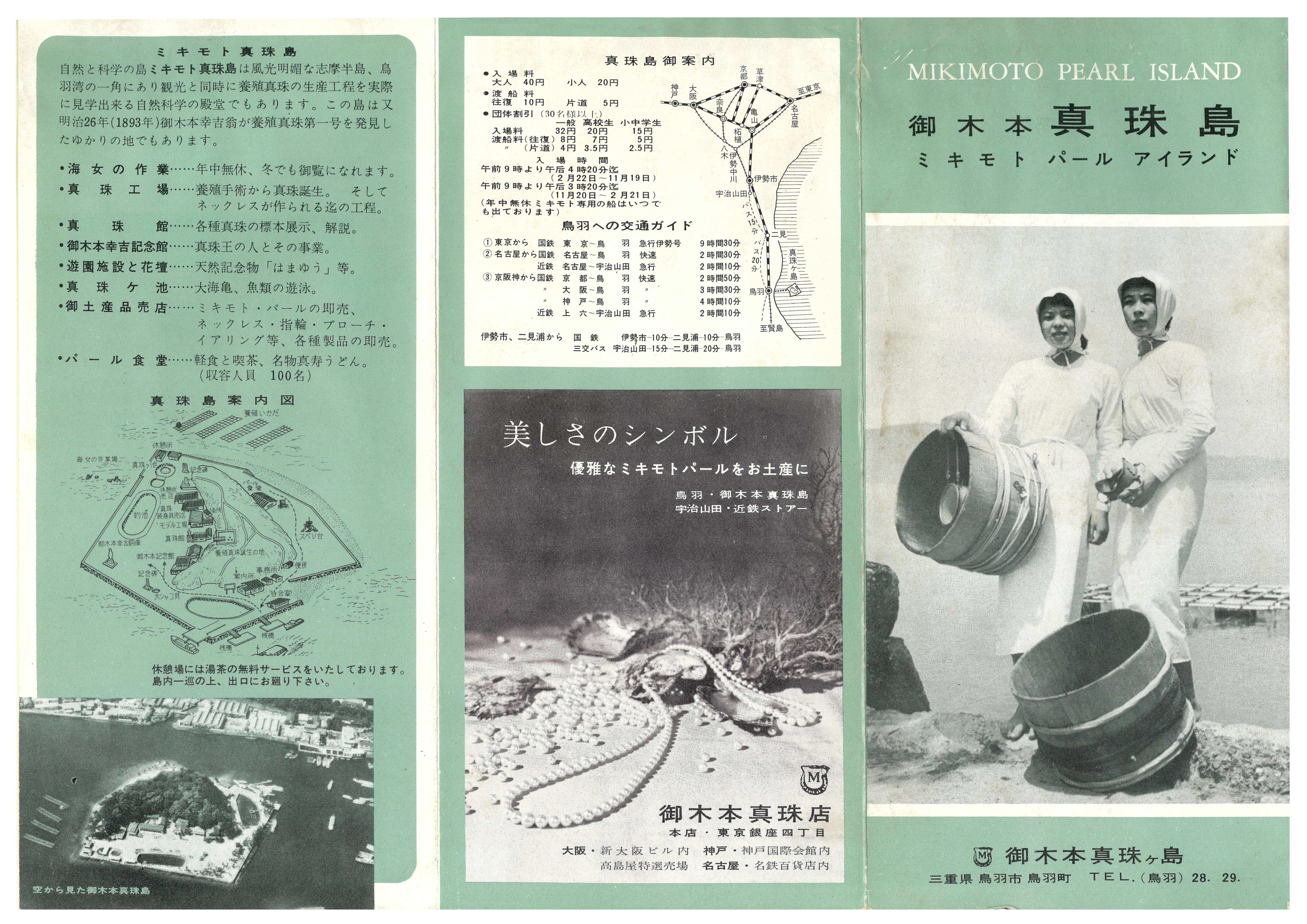
昭和時代のパンフ（表）
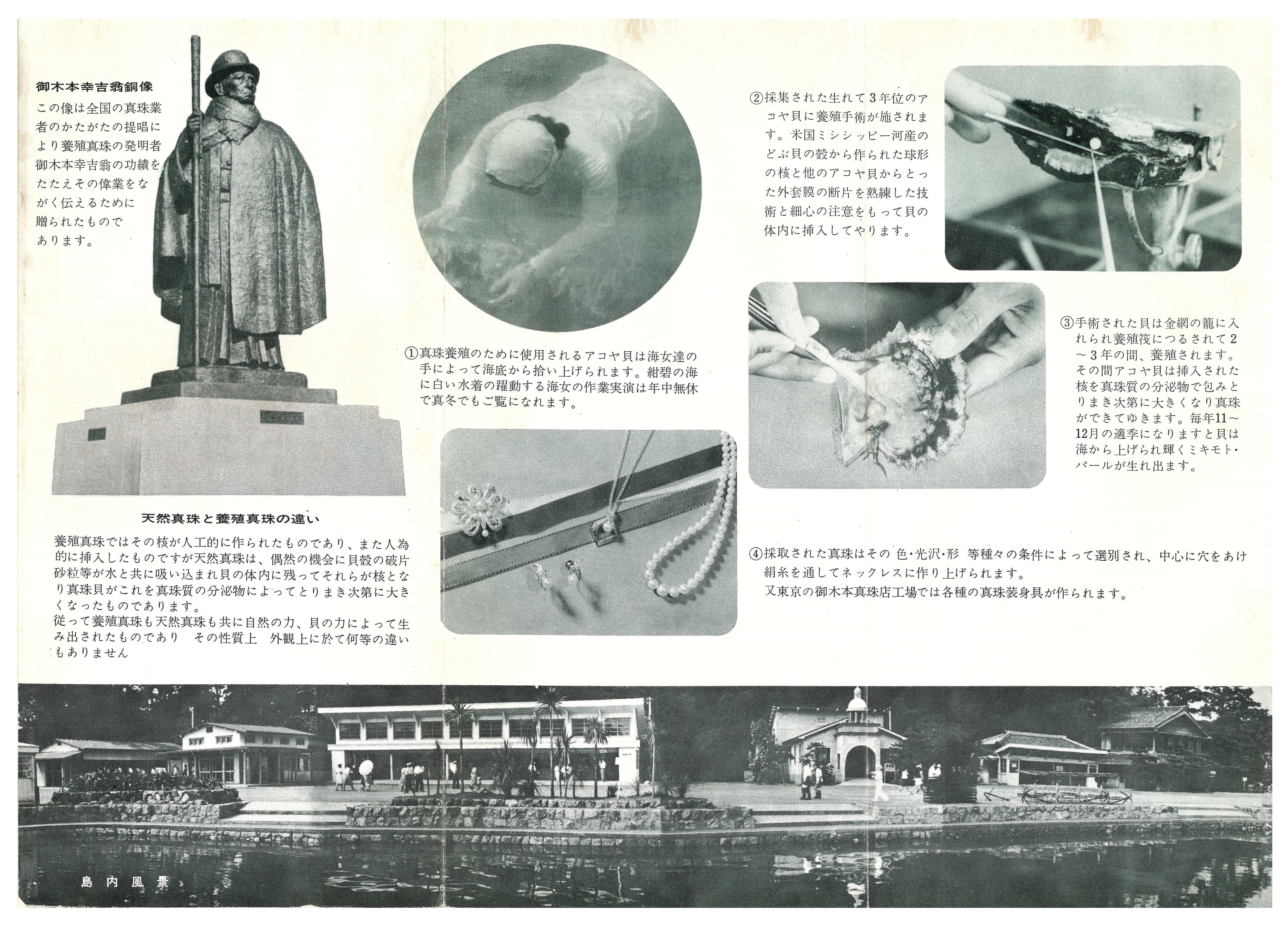
昭和時代のパンフ（裏）
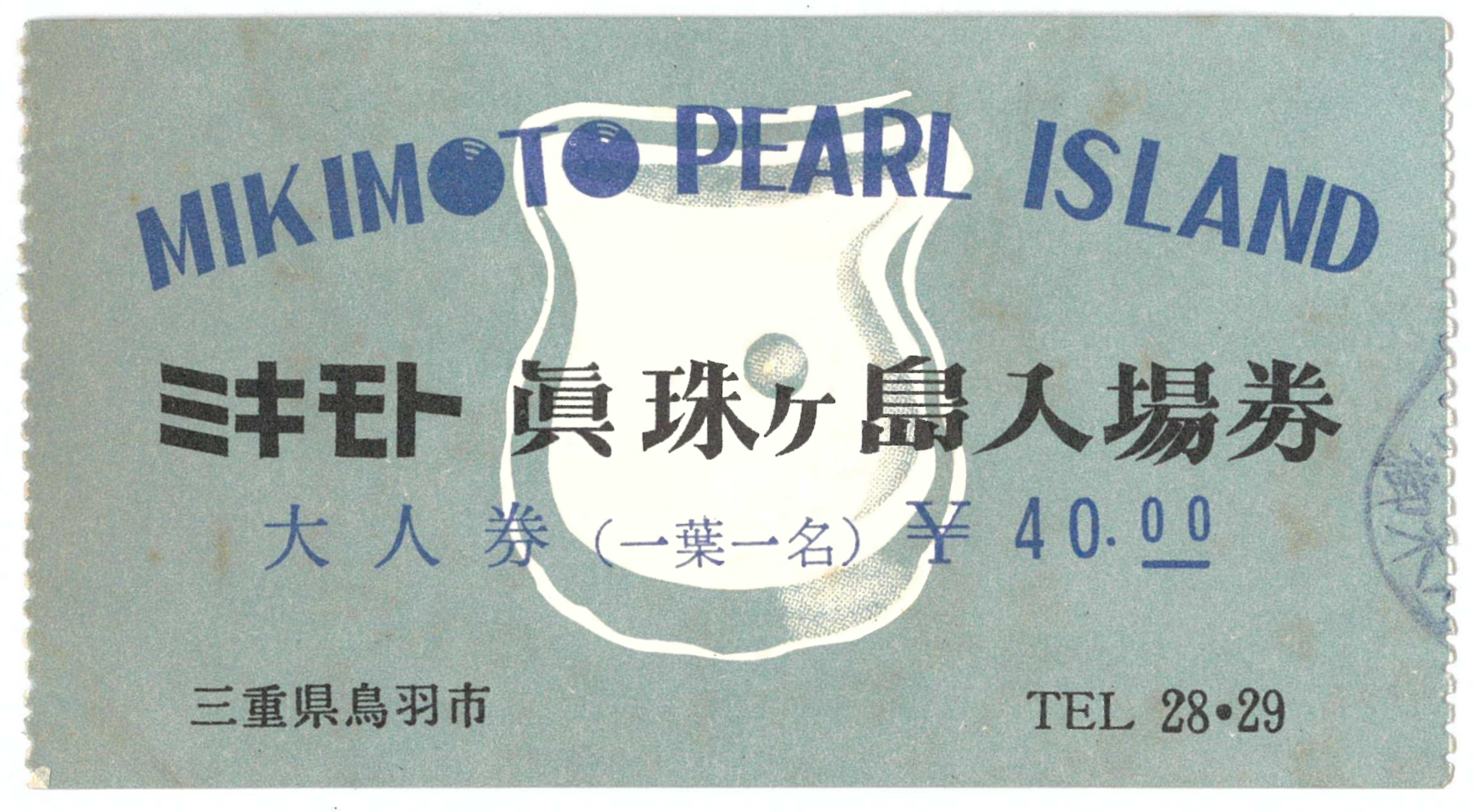
1959年の入場券（大人1名 40円）

## 施設

### 真珠博物館
1階に養殖真珠、2階に天然真珠の解説コーナーが設けられている 。また、真珠工芸品を展示。250点ほどのアンティーク・ジュエリーのコレクションをテーマ別に展示したもの。
展示品の例
- 帯留矢車：1937年パリ万博出品。41個の真珠の他、ダイヤモンド、サファイア、エメラルド等、プラチナ、18金からなり、部品の組み立てで、ブローチ、髪飾り、指輪など12種類のアクセサリーになる。
- 地球儀：12,541個の真珠、377個のルビー、373個のダイヤモンドを使用した直径33 cmの地球儀。
- 自由の鐘：1939年ニューヨーク万博出品。12,250個の真珠、366個のダイヤモンドを使用。
- 御木本五重塔：1926年フィラデルフィア万博出品。12,760個の真珠を使用。
- 姫路城：19,000個の真珠、447個のダイヤモンドのほか、サファイア、エメラルド、ルビーを使用し姫路城を1/90サイズで再現。
- パールクラウン1世：872個の真珠、188個のダイヤモンドを使用して作成した王冠。
- 軍配扇：1907年東京勧業博覧会出品。805個の真珠を使用し、李朝伝来の軍配扇を再現。

### 御木本幸吉記念館

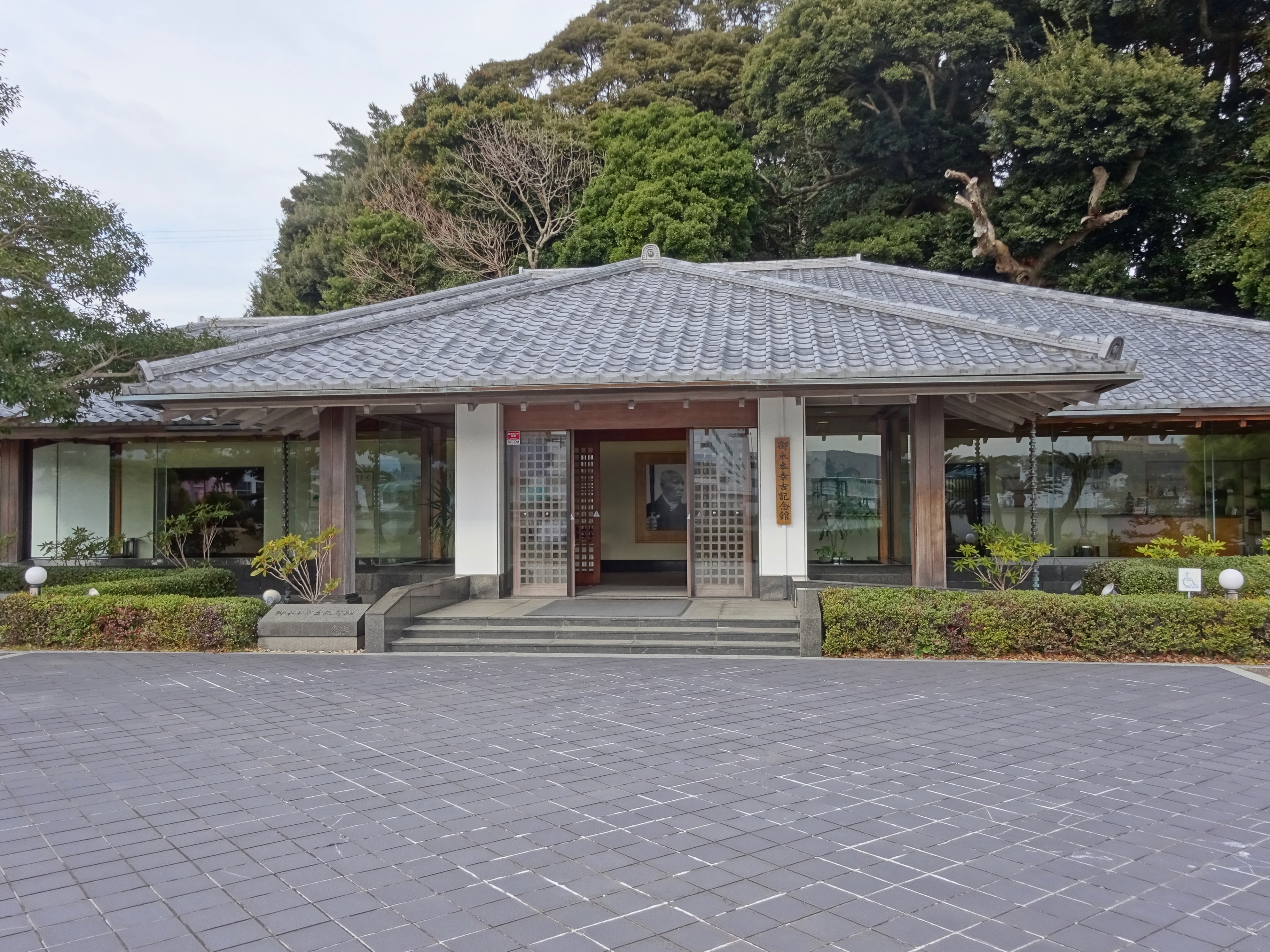
御木本幸吉記念館

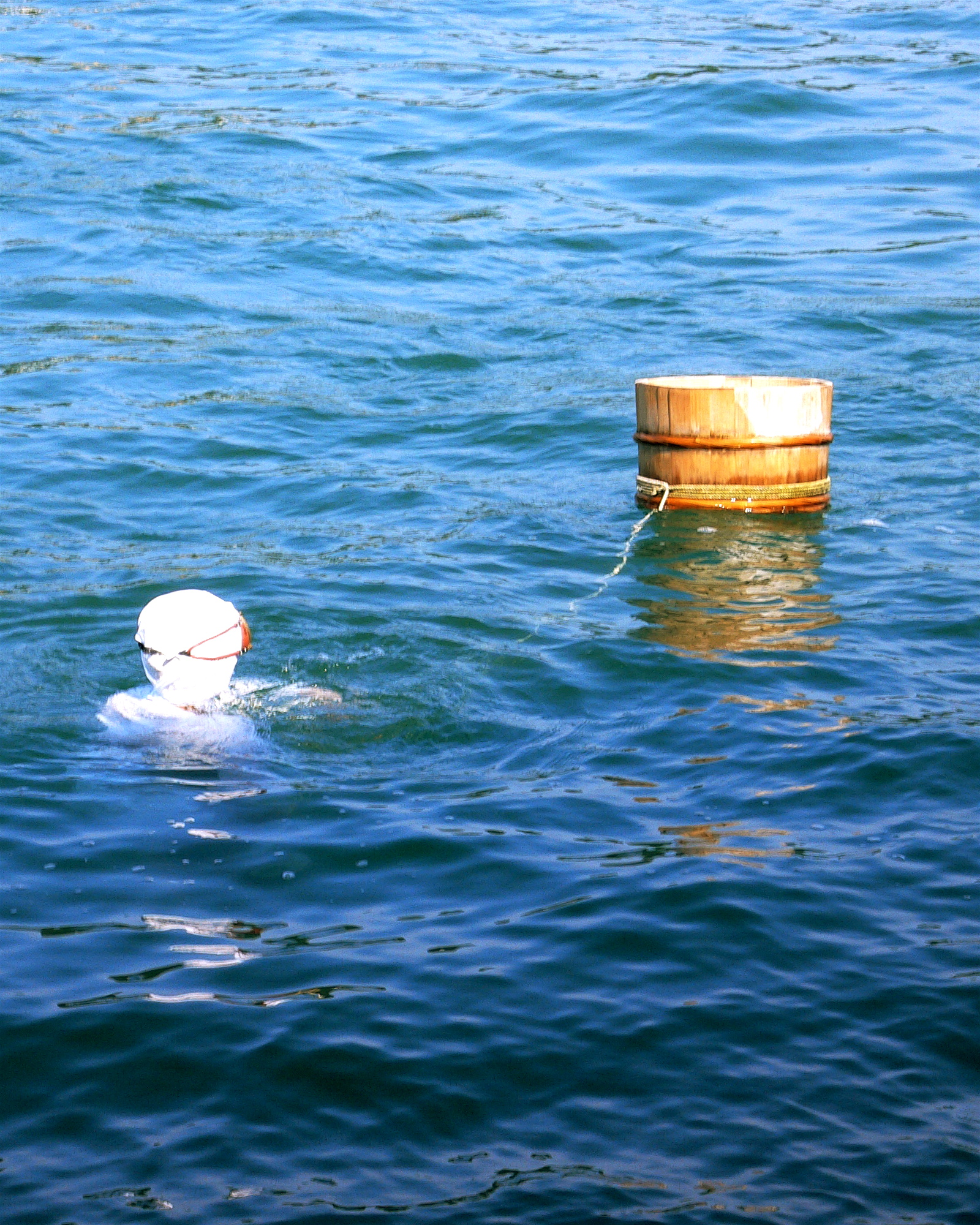
海女の実演風景

御木本幸吉の生涯を遺品やパネル展示などで表現している。生家の鳥羽のうどん屋「阿波幸」も再現されている。

### パールプラザ
レストラン阿波幸とパールショップが営業している。

### その他
御木本幸吉銅像、珠の宮、野鳥の森、見晴台などがある。
「養真珠碑」は1900年（明治33年）に小松宮彰仁親王が多徳島に来島した記念に同島に立てられていたものをミキモト真珠島へ移設したものである。

## アクセス
- 住所：三重県鳥羽市鳥羽一丁目7番1号
近鉄鳥羽線・志摩線、JR東海参宮線の鳥羽駅から徒歩5分。島へは橋（パールブリッジ）で渡ることができる。駐車場あり。